# 아바이주

아바이주의 위치

아바이주(카자흐어: Абай облысы, 러시아어: Абайская область)는 카자흐스탄 북동부에 위치한 주로 주도는 세메이이며 면적은 185,500km2, 인구는 638,300명(2021년 기준)이다. 2022년 3월 16일에 카심조마르트 토카예프 카자흐스탄 대통령이 해당 행정 구역을 신설한다고 발표했다. 2022년 6월 8일을 기해 동카자흐스탄주에서 분리되어 신설되었다.

## 행정 구역
8개의 군과 2개의 도시(쿠르차토프, 세메이)로 이루어진다.